# Mathieu Amalric
Mathieu Amalric (; Neuilly-sur-Seine, 25 ottobre 1965) è un attore e regista francese, vincitore per tre volte del Premio César.

## Biografia
Mathieu Amalric nasce a Neuilly-sur-Seine, un comune quasi alle porte di Parigi, da genitori giornalisti: Jacques Amalric, che svolse il ruolo di caporedattore per la sezione d'affari esteri di Le Monde e di direttore della redazione di Libération, e Nicole Zand, critico letterario per Le Monde; la madre nacque a Cracovia, in Polonia, in una famiglia ebraica ashkenazita, al seguito della quale emigrò in Francia prima dello scoppio della seconda guerra mondiale.
A causa del lavoro del padre, Amalric trascorse diverso tempo all'estero durante la propria giovinezza, soggiornando dapprima a Washington dal 1970 al 1973 e poi a Mosca dal 1973 al 1977, prima di stabilirsi in pianta stabile a Parigi, dove si diplomò presso il Lycée Charlemagne.
Amalric ottiene una certa fama con il film Comment je me suis disputé... (ma vie sexuelle) (1996), grazie al quale vince un Premio César, ma diventa noto al pubblico mondiale per la sua interpretazione nel film Lo scafandro e la farfalla, pellicola candidata nel 2007 a quattro Academy Award, e per la quale vince un Étoiles d'or du cinéma français e il Premio Lumière.
Amalric viene scelto per interpretare Dominic Greene, il cattivo principale nel 22° film di James Bond, accanto a Daniel Craig, nel film Quantum of Solace (2008), sequel di Casino Royale (2006). Amalric e Craig avevano già lavorato assieme nel 2005 sul set del film Munich di Steven Spielberg. Con il suo quarto film da regista, Tournée, vince il premio per la miglior regia al Festival di Cannes 2010. Nel 2017 partecipa al film I fantasmi d'Ismael.

## Filmografia

### Attore

#### Cinema
- I favoriti della luna (Les Favoris de la lune), regia di Otar Ioseliani (1984)
- Caccia alle farfalle (La Chasse aux papillons), regia di Otar Ioseliani (1992)
- La Sentinelle, regia di Arnaud Desplechin (1992)
- Lettere per L… (Lettre pour L...), regia di Romain Goupil (1993)
- Journal d'un séducteur, regia di Danièle Dubroux (1996)
- Comment je me suis disputé... (ma vie sexuelle), regia di Arnaud Desplechin (1996)
- Genealogia di un crimine (Généalogies d'un crime), regia di Raúl Ruiz (1997)
- Fin août, début septembre, regia di Olivier Assayas (1998)
- Alice et Martin, regia di André Téchiné (1998)
- Addio terraferma (Adieu, plancher des vaches!), regia di Otar Ioseliani (1999)
- La Fausse suivante, regia di Benoît Jacquot (2000)
- L'Affaire Marcorelle, regia di Serge Le Péron (2000)
- La Brèche de Roland, regia di Arnaud e Jean-Marie Larrieu (2000)
- Amour d'enfance, regia di Yves Caumon (2001)
- Lunedì mattina (Lundi Matin), regia di Otar Ioseliani (2002)
- C'est le bouquet!, regia di Jeanne Labrune (2002)
- Un homme, un vrai, regia di Arnaud e Jean-Marie Larrieu (2003)
- I re e la regina (Rois et Reine), regia di Arnaud Desplechin (2004)
- L'amore sospetto (La Moustache), regia di Emmanuel Carrère (2005)
- J'ai vu tuer Ben Barka, regia di Serge Le Péron e Saïd Smihi (2005)
- Munich, regia di Steven Spielberg (2005)
- Marie Antoinette, regia di Sofia Coppola (2006)
- Quand j'étais chanteur, regia di Xavier Giannoli (2006)
- Il grande appartamento (Le Grand Appartement), regia di Pascal Thomas (2006)
- La Question humaine, regia di Nicolas Klotz (2007)
- Michou d'Auber, regia di Thomas Gilou (2007)
- Actrices, regia di Valeria Bruni Tedeschi (2007)
- Lo scafandro e la farfalla (Le Scaphandre et le Papillon), regia di Julian Schnabel (2007)
- L'Histoire de Richard O., regia di Damien Odoul (2007)
- Un secret, regia di Claude Miller (2007)
- 57000 km entre nous, regia di Delphine Kreuter (2008)
- Racconto di Natale (Un conte de Noël), regia di Arnaud Desplechin (2008)
- De la guerre - Della guerra (De la guerre), regia di Bertrand Bonello (2008)
- Nemico pubblico N. 1 - L'istinto di morte (Mesrine: L'Instinct de mort), regia di Jean-François Richet (2008)
- Nemico pubblico N. 1 - L'ora della fuga (Mesrine: L'Ennemi public n°1), regia di Jean-François Richet (2008)
- Quantum of Solace, regia di Marc Forster (2008)
- Gli amori folli (Les Herbes folles), regia di Alain Resnais (2009)
- Les Derniers Jours du monde, regia di Arnaud e Jean-Marie Larrieu (2009)
- Adèle e l'enigma del faraone (Les Aventures extraordinaires d'Adèle Blanc-Sec), regia di Luc Besson (2010)
- Tournée, regia di Mathieu Amalric (2010)
- Pollo alle prugne (Poulet aux prunes), regia di Marjane Satrapi e Vincent Paronnaud (2011)
- Cosmopolis, regia di David Cronenberg (2012)
- Vous n'avez encore rien vu, regia di Alain Resnais (2012)
- Linhas de Wellington, regia di Raúl Ruiz e Valeria Sarmiento (2012)
- Jimmy P. (Jimmy P. (Psychotherapy of a Plains Indian)), regia di Arnaud Desplechin (2013)
- Venere in pelliccia (La Vénus à la fourrure), regia di Roman Polański (2013)
- Grand Budapest Hotel (The Grand Budapest Hotel), regia di Wes Anderson (2014)
- La camera azzurra (La Chambre bleue), regia di Mathieu Amalric (2014)
- I miei giorni più belli (Trois souvenirs de ma jeunesse), regia di Arnaud Desplechin (2015)
- Belles familles, regia di Jean-Paul Rappeneau (2015)
- Chant d'hiver, regia di Otar Ioseliani (2015)
- La Vie très privée de Monsieur Sim, regia di Michel Leclerc (2015)
- Spectrographies, regia di Dorothée Smith (2015)
- Le Cancre, regia di Paul Vecchiali (2016)
- Le Fils de Joseph, regia di Eugène Green (2016)
- La legge della giungla (La Loi de la jungle), regia di Antonin Peretjatko (2016)
- À jamais, regia di Benoît Jacquot (2016)
- Demain et tous les autres jours, regia di Noémie Lvovsky (2016)
- Le Secret de la chambre noire, regia di Kiyoshi Kurosawa (2016)
- Belle dormant, regia di Adolfo Arrieta (2017)
- I fantasmi d'Ismael (Les Fantômes d'Ismaël), regia di Arnaud Desplechin (2017)
- 7 uomini a mollo (Le Grand Bain), regia di Gilles Lellouche (2018)
- Van Gogh - Sulla soglia dell'eternità (At Eternity's Gate), regia di Julian Schnabel (2018)
- L'ufficiale e la spia (J'accuse), regia di Roman Polański (2019)
- Sound of Metal, regia di Darius Marder (2019)
- Oxygène, regia di Alexandre Aja (2021) - voce
- The French Dispatch of the Liberty, Kansas Evening Sun, regia di Wes Anderson (2021)
- Tralala, regia di Arnaud e Jean-Marie Larrieu (2021)
- Il sol dell'avvenire, regia di Nanni Moretti (2023)
- Un anno difficile (Une année difficile), regia di Olivier Nakache e Éric Toledano (2023)
- Hebi no michi, regia di Kiyoshi Kurosawa (2024)
- Vie privée, regia di Rebecca Zlotowski (2025)
- La trama fenicia (The Phoenician Scheme), regia di Wes Anderson (2025)

#### Televisione
- Le Bureau - Sotto copertura (Le Bureau des légendes) - serie TV, 18 episodi (2018-2020)

### Regista
- Mange ta soupe (1997)
- Lo stadio di Wimbledon (Le stade de Wimbledon) (2001)
- La chose publique (2003)
- Tournée (2010)
- L'illusion comique (2010)
- La camera azzurra (La chambre bleue) (2014)
- Barbara (2017)
- Stringimi forte (Serre moi fort) (2021)

## Premi
- 1997: 
  - Premio César per la migliore promessa maschile per Comment je me suis disputé... (ma vie sexuelle)
- 2005: 
  - Premio César per il migliore attore per I re e la regina
  - Premio Lumière per il miglior attore per I re e la regina
  - Runner-up per miglior attore non protagonista per Munich
- 2008: 
  - Premio Étoiles d'Or per miglior attore per Lo scafandro e la farfalla
  - Premio César per il migliore attore per Lo scafandro e la farfalla
  - Premio Lumière per il miglior attore per Lo scafandro e la farfalla
- 2010
  - Prix de la mise en scène per Tournée

## Doppiatori italiani
Nelle versioni in italiano delle opere in cui ha recitato, Mathieu Amalric è stato doppiato da:
- Franco Mannella in Racconto di Natale, Gli amori folli, Adèle e l'enigma del faraone, Tournée, La camera azzurra, Van Gogh - Sulla soglia dell'eternità, La trama fenicia
- Marco Rasori in Munich, Grand Budapest Hotel, The French Dispatch of the Liberty, Kansas Evening Sun
- Angelo Maggi in Lo scafandro e la farfalla, Jimmy P., Venere in pelliccia
- Oreste Baldini in I re e la regina
- Maurizio Reti in L'amore sospetto
- Danilo De Girolamo in Nemico pubblico N. 1 - L'ora della fuga
- Frédéric Lachkar in Quantum of Solace
- Alessandro Maria D'Errico in Pollo alle prugne
- Nanni Baldini in Cosmopolis
- Massimo Lodolo in I miei giorni più belli
- Stefano Mondini in Le Bureau - Sotto copertura (st. 4)
- Teo Bellia in Le Bureau - Sotto copertura (st. 5)
- Alessio Cigliano in I fantasmi d'Ismael
- Riccardo Rossi in 7 uomini a mollo
- Massimo De Ambrosis ne L'ufficiale e la spia
- Marcello Cortese in Sound of Metal

Da doppiatore è sostituito da:
- Francesco Prando in Oxygène